# Tigre Makonnen
Der Tigre Makonnen (äthiop. ትግራይ መኮንን, Fürst von Tigre) war ein Würdenträgertitel im kaiserlichen Äthiopien und wurde ursprünglich vom Verwalter der Provinz Tigre getragen. Ihm unterstanden im 16. Jahrhundert zwölf Bezirke und berechtigten ihn somit zum Führen von zwölf Negarit. Da Tigre eine der bedeutendsten Provinzen Äthiopiens war, hatte der Tigre Makonnen einen der wichtigsten Posten des Staates inne. Ab dem 17. Jahrhundert nahm die Bedeutung des Titels ständig ab und war schließlich nur noch eine Ehrenwürde. Später führten die Verwalter der Gebiete in Nordtigre diesen Titel, der dann der Würde eines Fitawrari entsprach.